# Claas Hugo Humbert
Pour les articles homonymes, voir Humbert.
Claas Hugo Humbert (Ditzum, 5 août 1830 - Bielefeld, 26 mai 1904) est un romaniste franco-allemand, un des « moliéristes » les plus importants de son époque, qui se bat surtout pour une réception positive dans les États allemands de Molière et de Victor Hugo.

## Biographie
La famille Humbert, originaire de Picardie, s'était établie en Frise orientale à l'époque de Napoléon Ier, quand la Frise faisait encore partie de l'Empire français. Après la chute de Napoléon, le père, Hugues Humbert, qui s'était marié avec une Frisonne d'une ancienne famille locale, resta en Frise orientale, qui devint une province de Hanovre, puis de la Prusse. Claas Humbert reçut une éducation polyglotte ; il parlait et lisait l'allemand, le français, le néerlandais, l'anglais, l'espagnol, ainsi que le latin, le grec et l'hébreu. Après avoir fréquenté l'école de La Capelle en Thiérache (où il habitait chez sa grand-mère) et de Ditzum, il fit ses études à Berlin, Bonn, Göttingen et Iéna. Puis il devint professeur de langues en Frise orientale (1854-55) et en Westphalie (1856-1899).
En 1862, il commença à publier des livres et des articles sur l'histoire de la littérature française et anglaise. Le poste de professeur au « Gymnasium » de Bielefeld (à partir de 1866) lui donna l'occasion de développer des discours académiques sur Molière. Entre 1869 et 1883 il publia ses trois livres les plus importants sur Molière, accompagnés d'une centaine d'articles dans les organes des romanistes d'Allemagne et de France, sur l'histoire de la littérature française et anglaise, sur Molière, Cervantes et Shakespeare. En Allemagne, il concentra ses discours sur l'idée populaire d'une « âme » germanique (créatrice de « culture »), qui ne pourrait jamais apprécier l'« âme » romane (qui ne connaît que la « civilisation »). Humbert se battit contre une telle idéologisation des différences culturelles entre la France et l'Allemagne, et prouva, citant les critiques de Molière et d'autres écrivains, qu'il n'y aurait aucune base historique pour de telles hypothèses. Victor Hugo lui écrivit dans une lettre en 1878 : « La France et l'Allemagne sont faites pour s'aimer ».
Sa première monographie importante de 1869 (Molière, Shakespeare und die deutsche Kritik) a été traduite par un auteur français, à qui l'Académie française a décerné un prix pour cette œuvre (Paul Stapfer, Molière et Shakespeare, Paris 1886). Humbert est le seul romaniste étranger mentionné dans l'introduction des Œuvres de Molière de 1873 (éd. par Eugène Despois).